# Ministri presidenti del Brandeburgo
Il Ministro presidente del Brandeburgo (in tedesco: Brandenburg Ministerpräsident) è il capo del governo del Land tedesco del Brandeburgo.

## Elenco
| Immagine | Ministro presidente (nascita-morte) | Partito | Mandato                                       |
| -------- | ----------------------------------- | ------- | --------------------------------------------- |
|          | Manfred Stolpe (1936)               | SPD     | 1º novembre 1990 – 26 giugno 2002 (dimessosi) |
|          | Matthias Platzeck (1953)            | SPD     | 26 giugno 2002 – 28 agosto 2013 (dimessosi)   |
|          | Dietmar Woidke (1961)               | SPD     | 28 agosto 2013 – in carica                    |